# High School Musical: El desafío
High School Musical: El Desafío es un spin-off de la película estadounidense High School Musical, surgido de la adaptación de dos novelas publicadas por la editorial Disney Press, "High School Musical: sueños de Broadway" y "La batalla de las bandas". Se trata de la versión cinematográfica de dicha película para la República Argentina, siendo la primera en ser producida en América Latina con la marca Disney.
Escrita especialmente para cine, cuenta con un guion original y una banda sonora con diez canciones nuevas producidas exclusivamente. Además de estas canciones, Alejandro Lerner compuso el último tema, el cual interpretó y acompaña los créditos finales.
La película está protagonizada por los ganadores y finalistas del programa High School Musical, la selección: Agus, Fer, Delfi, Walter, Gastón, Vale, Sofi y Juanchi. Cuenta con la participación especial de Andrea del Boca, Adriana Salonia, Peter Macfarlane y el debut cinematográfico de Liz Solari. 
Su rodaje comenzó en febrero de 2008, y fue estrenada en los cines argentinos el 17 de julio de ese año, logrando ser una de las películas locales que mejor respuesta de público tuvo durante la temporada de invierno.

## Sinopsis
Un nuevo año escolar comienza en el colegio 'High School Argentina' (HSA). Llegado de sus vacaciones, Fer, el capitán del equipo escolar de rugby Los Jaguares, descubre que Agus, su vecina y compañera de clase, ha cambiado mucho durante el verano. Delfi, sin embargo, sigue tan vanidosa como siempre y malgasta su tiempo dominando a su pobre hermano Walter y a sus compañeras Alicia, Clari y Valeria, o como ella prefiere llamarlas: Las Invisibles.
El director del colegio junto con la profesora D'Arts, convocan a los alumnos a participar del primer "Desafío de las bandas", concurso musical en el que los chicos tendrán la oportunidad de lucirse como verdaderas estrellas de la música. Como asesora del certamen, llega a la escuela Anne-Claire, exalumna y ahora famosa cantante, de quien Delfi además siente gran envidia.
Trabajando contra reloj y con escasos recursos, los chicos ponen fuerzas para el gran día. Fer y Agus, junto a Juanchi, Sofi, Facha, Gastón y Walter participaran en el concurso formando una banda llamada Scrum. Al mismo tiempo, Delfi participara junto a sus compañeras, y hará lo imposible por alejar a Walter de los chicos. Pero solo una banda será la ganadora, aquella capaz de entender que el trabajo en equipo, la superación personal, y el estudiar con los mejores, no sólo los hace mejores artistas, sino también mejores personas.

## Reparto

### Protagonistas
- Fer (Fernando Dente):

Es el capitán del equipo de rugby de la escuela, Los Jaguares. Le espera un nuevo desafío este año en la escuela: integrar un grupo musical en el "Concurso de bandas", donde demostrará, pese a las dificultades, sus verdaderas condiciones de líder.(Equivalente de Troy Bolton).
- Agus (Agustina Vera):

Es la alumna tímida y estudiosa que, ante los asombrados ojos de todos sus compañeros, de pronto se convierte en una atractiva jovencita con dotes de cantante; y cuando se siente abatida por la inseguridad, es Anne-Claire quien la estimula a ser ella misma y a exhibir sin temores sus dotes artísticos. (Equivalente de Gabriella Montez).

### Antagonistas
- Delfi (Delfina Peña):

Es la típica "niña rica", vanidosa, celosa y egoísta. No repara un segundo en los demás, ni siquiera en su hermano Walter, para obtener lo que más quiere: ser la estrella absoluta e indiscutida de la escuela. Sin embargo, al final, la pequeña egoísta aprende una valiosa lección y se redime. (Equivalente de Sharpay Evans).
- Walter (Walter Bruno):

Es el sufrido hermano de Delfi, quien debe recurrir a todo su ingenio para burlar la férrea vigilancia de su hermana y ser el entrenador de la banda de Fer, los "Scrum". Gracias a la ayuda de Agus, y a su perseverancia y temeridad, Walter logra ser independiente y demostrar sus verdaderas capacidades artísticas. (Equivalente de Ryan Evans).

### Otros alumnos

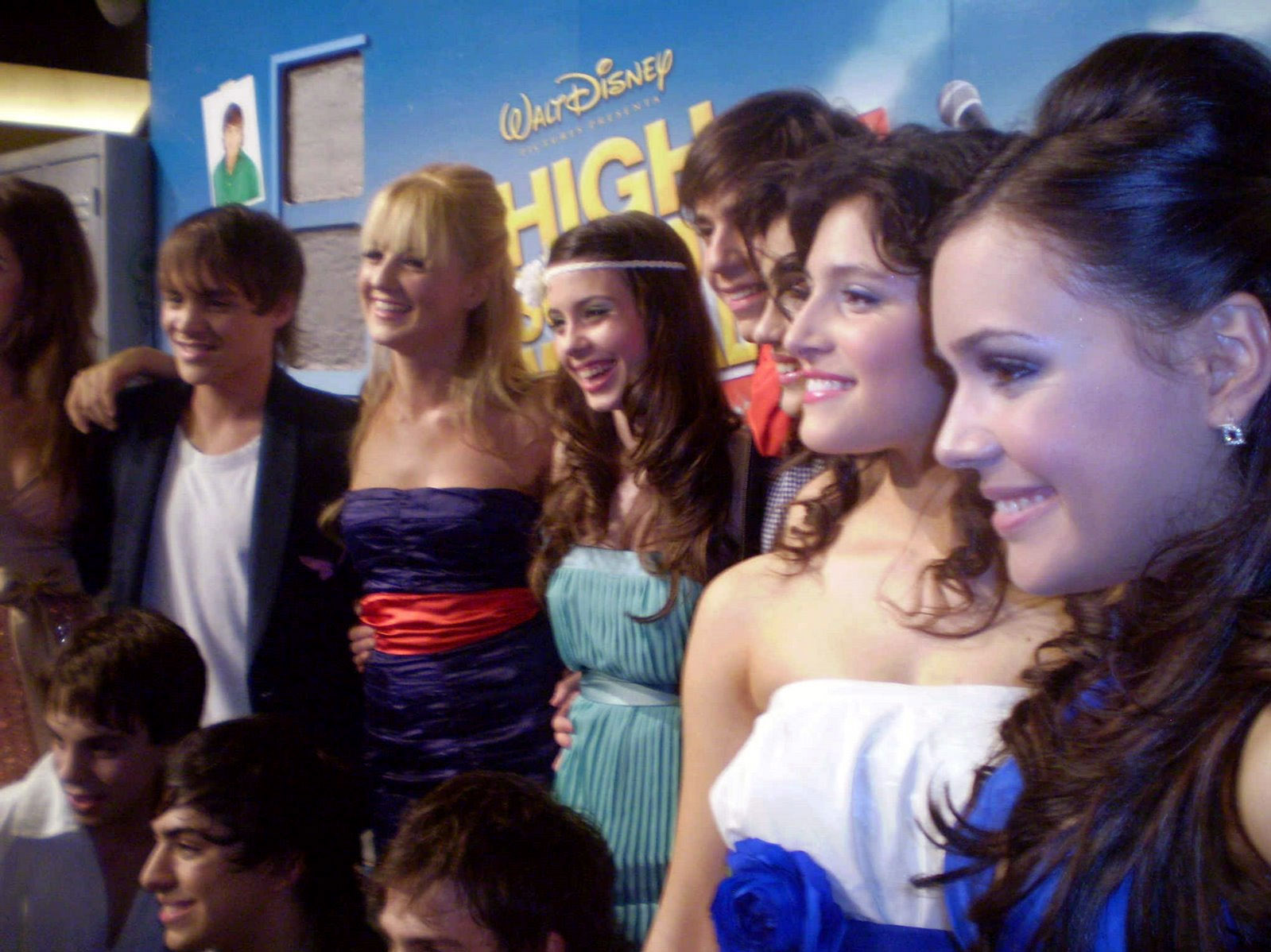
Los chicos del elenco, durante la presentación de la película.

- Gastón (Gastón Vietto):

Amigo y compañero de Fer. Es el enamorado platónico de Anne-Claire; ¡no hay nada en el mundo que no puede hacer por ella!. (Equivalente de Zeke Baylor)
- Juanchi (Juan Alejandro Macedonio):

Cuando hay un comentario divertido o una súbita risa... ese es Juanchi, el chico que nunca pierde el humor y quien, al final, se convierte en un buen baterista. (Equivalente de Chad Danforth).
- Facha (Augusto Buccafusco):

El voluntarioso de Facha hace lo que puede con su guitarra... literalmente, ya que el instrumento ¡tiene la mala costumbre de caérsele! (Equivalente de Jason Cross).
- Sofi (Sofía Agüero Petros):

Es la talentosa compositora de la banda de los chicos. No solo demuestra sus dotes, sino también su actitud positiva cuando el tiempo apremia más que nunca. (Equivalente de Kelsi Nielsen).
- Vale (Valeria Baroni):

Es una excelente cantante, pero como integra el grupo musical de Delfi, siempre es opacada por la "estrella". Es la mejor amiga de Agus. (Equivalente de Taylor McKessie).
- Clari y Ali (María Clara Alonso y Sophie Oliver Sánchez):

Incondicionales aliadas de Delfi e integrantes de su grupo musical. Las dos chicas están completamente subordinadas a los caprichos y a la soberbia de Delfi. (Equivalentes de las Sharpettes de HSM 2 o Tiara de HSM 3).

### Secundarios
- Director del colegio (Peter Macfarlane):

Es el director del HSA. Suele decirle piropos a la profesora D'Arts. (Equivalente del Director Matsui).
- Prof. D'Arts (Andrea del Boca):

Es la profesora de arte del HSA quien, junto al director, convoca al desafío de las bandas. (Equivalente de la Sra. Darbus).
- Anabella Pérez/Anne-Claire (Liz Solari):

Es la asesora del certamen, exalumna, y ahora famosa cantante y pianista.
- Donato (Daniel Rodrigo Martins):

Es el extravagante profesor de cocina. Es italiano.
- Marta (Caro Ibarra):

Es la capitana del equipo de hockey del HSA.
- Mamá de Agus (Adriana Salonia).
- Papá de Fer (Mauricio Dayub).

## Producción
Después de la repercusión de la versión original de High School Musical en Argentina, se produjo el casting para realizar una versión local, en el programa emitido por Canal 13 y Disney Channel, High School Musical, La Selección. Una vez seleccionados los protagonistas, en febrero de 2008 comenzó la filmación de High School Musical: El Desafío en Pilar, Provincia de Buenos Aires. 
El campus Nuestra Señora del Pilar de la Universidad del Salvador (USAL) fue elegido para ser el High School Argentina, debido a la cercanía que tiene con la Ciudad de Buenos Aires, la arquitectura del lugar y el agua que lo rodea. Los detalles del film, en un comienzo, permanecieron en estricto secreto a través de un contrato de confidencialidad con la universidad. El mismo lugar más tarde sería utilizado para la versión de México.

## Recepción

### Presentación
La presentación de High School Musical, El Desafío se realizó el 14 de julio de 2008 en el Teatro Gran Rex. Luego de la misma, el elenco estuvo junto a Jorge Nisco en el lujoso Alvear Palace Hotel, en el cual realizaron una sesión de fotos, y posteriormente una conferencia de prensa.
La película finalmente fue estrenada el 17 de julio de 2008 en Argentina y el 18 de agosto en Uruguay.

### Recaudación
High School Musical: El Desafío recaudó en Argentina de $1.766.913 de dólares y en Uruguay $ 41.034 de dólares, obteniendo una recaudación total de $1.807.947 de dólares. En la taquilla correspondiente al año 2008, la película se ubicó en el puesto número 16 del ranking argentino, superando a High School Musical 3: Senior Year que quedó en el puesto número 25, con una recaudación total de $1.314.788 de dólares.

## Multimedia

### Banda sonora
Es el tercer disco del elenco de HSM Argentina, sucesor de Actuar, Bailar, Cantar y Sueños. Al igual que sus predecesores, contó con la producción artística de Pablo Durand y Afo Verde, y la Coordinación General de Fernando López Rossi. 
Fue lanzado con un mes de anterioridad al estreno de la película, superando las 20 mil unidades vendidas en su primera semana, con lo cual obtuvo la certificación de Disco de Oro.

#### Canciones
| N°    | Canciones                  | Intérpretes                                      | Duración |
| ----- | -------------------------- | ------------------------------------------------ | -------- |
| 1     | El verano terminó          | Todos                                            | 3:30     |
| 2     | Siempre juntos             | Los Jaguares                                     | 2:37     |
| 3     | Doo up                     | Delfi y Walter                                   | 2:59     |
| 4     | Yo sabía                   | Agus y Fer                                       | 3:30     |
| 5     | A buscar el sol            | Agus                                             | 3:00     |
| 6     | Hoy todo es mejor          | Fer                                              | 2:56     |
| 7     | Superstar                  | Delfi y Las Invisibles (Vale, Clara y Alicia)    | 2:46     |
| 8     | Mejor hacerlo todos juntos | Agus, Fer, Walter, Juanchi, Gastón, Facha y Sofi | 2:42     |
| 9     | Actuar, bailar, cantar     | Todos                                            | 1:43     |
| BONUS | Ya es hora de brillar      | Alejandro Lerner                                 | 3:37     |
| VIDEO | El verano terminó (video)  | Todos                                            |          |

### DVD
El 29 de octubre de 2008 se anunció a través del programa Zapping Zone que se lanzaría la versión en DVD de la película.
- Material especial:

1. Perfiles: Fer, Agus, Delfi y Walter
2. Playback: La grabación de las canciones
3. Especial "El Desafío"
4. Clips: "Yo sabía", "El verano terminó", y "Siempre juntos"

## Adaptaciones
Posteriormente, el mismo proyecto se realizó para México y Brasil: 
- En México, al igual que en Argentina, los ganadores se eligieron mediante un concurso (HSM: La Selección), de los que salieron como protagonistas Cristóbal Orellana, Mariana magaña y el antagonista Fernando Soberanes, ya que Mar Contreras la antagonista femenina había sido seleccionada de un casting. Esta versión utilizó los mismos diálogos que la versión argentina, mientras que las canciones fueron adaptadas para el público mexicano con los estilos de reguetón y hip hop. La película fue filmada en las mismas locaciones que la versión argentina y se estrenó el 5 de septiembre de 2008.
- En Brasil, los finalistas fueron elegidos en HSM: A Seleção. De allí resultaron Renata Pinto Gomes Ferreira y Olavo Cavalheiro como protagonistas, junto con Paula Pereia Barbosa y Fellipe Ferreira Guadanucci como antagonistas. La película, titulada High School Musical: O Desafio se estrenó en febrero de 2010.